# 平手晃平
平手 晃平（ひらて こうへい、1986年3月24日 – ）は、愛知県小牧市出身のレーシングドライバー。
性格の良さが滲み出た甘いマスクと、こだわりのある髪型で、男女問わず人気であり、積極的にオーバーテイクを仕掛け成功させるドライビングスタイルが持ち味のドライバーである。
2021年7月自らの名前を冠したクラブ
「平手晃平と車で遊ぼう!」を立ち上げ、イベントを企画し、ファンと交流や耐久レース参戦、クラブ会員向けドライビングレッスンなど積極的にモータースポーツ振興に取り組んで居る。

## 略歴
1999年に13歳でカートレースデビュー。全日本ジュニアカート選手権の初代シリーズチャンピオンに輝いた。その後、カートレースで活躍を重ねる。2001年に15歳でフォーミュラトヨタレーシングスクール（FTRS）を受講しスカラシップを獲得。普通自動車運転免許取得の年齢に達していないため、日本自動車連盟（JAF）より限定ライセンスの発給を受ける。
2002年はフォーミュラ・トヨタに史上最年少で参戦を果たし、第2戦で史上最年少優勝（16歳2ヶ月）を果たした。この年のシリーズランキングは2位であった。2003年よりトヨタ・ヤングドライバーズ・プログラム（TDP。旧名称：トヨタ・ドライバーズ・アカデミー、TDA）の支援のもと、フォーミュラ・ルノー2000イタリア選手権に挑戦し（－2004年）計7勝の実績を上げた。
2005年からはF3ユーロシリーズに参戦し、ランキング12位。2006年は初勝利も飾り、ランキング3位に躍進した。
2007年はトライデント・レーシングからGP2に参戦、第6戦ニュルブルクリンクレース1で5位、レース2で決勝最高位である2位を獲得した。しかしそれ以外のレースではノーポイントに終わり、ランキング19位であった。
2008年は日本に活動の場を移しフォーミュラ・ニッポンにIMPULから、またSUPER GTのGT300クラスにaprから参戦。
フォーミュラ・ニッポンでは、第5戦鈴鹿のレース2で初優勝を飾った。しかし、第6戦もてぎのレース1で伊沢拓也とのバトル中に接触し宙を舞う大クラッシュに遭い、胸椎の圧迫骨折および肺挫傷で全治1か月と診断され、第7戦富士を欠場した。最終戦菅生には復帰し、ランキング4位とルーキー・オブ・ザ・イヤーを獲得した。
SUPER GTでは同じくTDP契約ドライバーである国本京佑と組み、第3戦富士では初ポールポジションと初優勝を達成した。しかし前述のフォーミュラ・ニッポン第6戦での事故により第6戦鈴鹿と第7戦もてぎを欠場した。
2009年より芸能事務所「プラチナムプロダクション」とマネージメント業務を行っている。現在の主な活動は、ブログの更新である。
2009年フォーミュラ・ニッポンでは引き続きIMPULから、SUPER GTはGT500クラスにステップアップしSARDから参戦。フォーミュラ・ニッポンでは開幕戦の富士でポールポジションを獲得するも3位、これと最終戦の3位が最高順位でランキング5位だった。SUPER GTではアンドレ・クートと組み参戦、ランキングは14位だった。
2010年もそれぞれのカテゴリに参戦を継続。SUPER GTではランキング12位であった。フォーミュラ・ニッポンでは開幕戦鈴鹿で伊沢拓也をダンロップコーナーで抜くなどオーバーテイクショーを展開し4位、第3戦富士では独走で優勝を飾り、表彰台の上から恋人にプロポーズを敢行するなど話題となった。翌第4戦もてぎでも3位になったが以降のレースは低迷し、ランキング5位でこのシーズンを終えた。
2011年はSUPER GTでセルモに移籍し、レクサスのエース・立川祐路とコンビを組む。第6戦富士で優勝し、シリーズランキング6位でシーズンを終えた。フォーミュラ・ニッポンに引き続きIMPULから参戦するも、第3戦富士での2位が最高位で、表彰台はその1度だけであった。
2012年はフォーミュラ・ニッポンにおいてはProject μ/cerumo・INGINGに移籍して参戦。SUPER GTでは引き続きセルモより参戦。2勝をあげるも、シリーズランキングは2位。
2013年も引き続きスーパーフォーミュラにはP.MU/CERUMO・INGINGから、SUPER GTにはセルモから参戦した。SUPER GTでは、3戦連続ノーポイントでタイトル争いから離脱したかに思えたが、その後1勝を含む3戦連続表彰台で、初のシリーズチャンピオンを獲得。LEXUS SC430のラストイヤーに華を添えた。
2014年はセルモより、カーナンバー「1」をつけたLEXUS RC FでSUPER GTに参戦。第4戦菅生で優勝するも、浮き沈みが激しくランキング8位でシリーズを終える。
2015年は古巣サードに移籍し、SUPER GTに参戦。元F1ドライバーのヘイキ・コバライネンとコンビを組んだ。新体制となったシーズンだったが、上位に組み込むことができず、ランキング14位でシーズンを終える。
2016年も引き続きサードより、SUPER GTに参戦。第2戦富士で2位となりコンビ初表彰台を獲得。第4戦SUGOでは2位となり連続表彰台を獲得。
第3/8戦もてぎでは、250km×2レースという変則フォーマットの中、第3戦ではポールポジションからの2位、第8戦ではポールトゥウィンを飾り、37ポイントを獲得。コンビ初勝利、そして2度目となるシリーズチャンピオンに輝く。LEXUS RC Fのラストイヤーに華を添えた。インタープロトシリーズにも参戦した。
2017年もサードからカーナンバー1を背負いコバライネンとLEXUS LC500でSUPER GTに参戦。第4戦SUGOで優勝する。しかし、第2戦富士で伊藤大輔と、第3戦オートポリスでは中嶋一貴と、第4戦SUGOでは本山哲と、第6戦鈴鹿1000kmでは石浦宏明と接触。また、第6戦鈴鹿1000kmでは山本尚貴との戦いに競り負け、デグナーカーブでコースオフといったミスが目立つシーズンとなった。
2018年はSUPER GTのGT300クラスのaprに復帰。オフシーズンにはトヨタ放出の噂も囁かれたが、以前aprで縁のあった金曽裕人に拾われてトヨタワークスに踏みとどまった。嵯峨宏紀とともにTOYOTA PRIUS apr GTで参戦する。

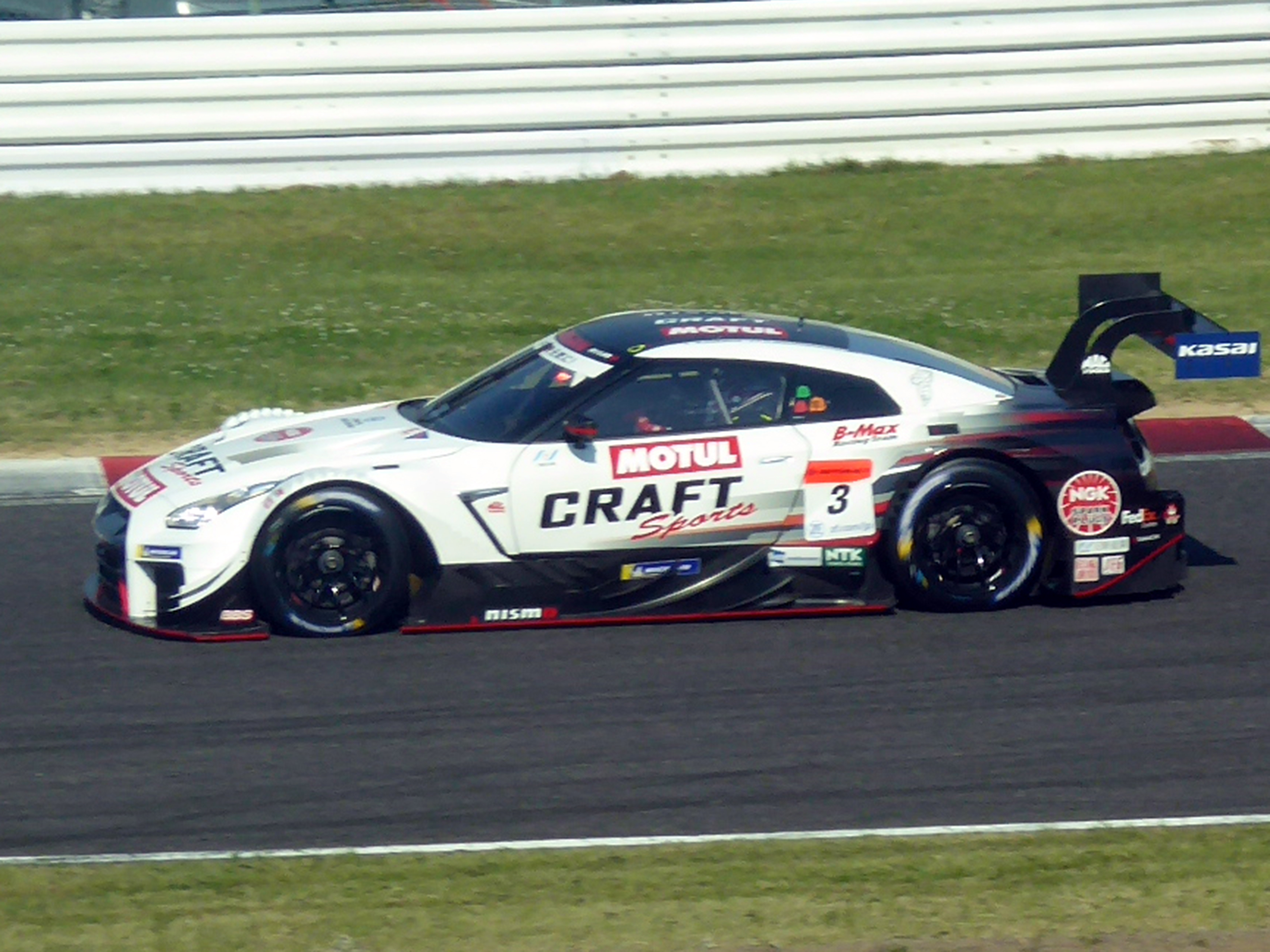
CRAFTSPORTS MOTUL GT-R(2019年鈴鹿)

長年トヨタのドライバーとして戦ってきたが、2019年は日産陣営のNDDP RACINGに移籍してGT500に復帰。2014年以来のSUPER GT復帰となるフレデリック・マコヴィッキィとコンビを組む。第7戦SUGOで優勝、日産勢今季初勝利を新加入コンビで飾って見せた。

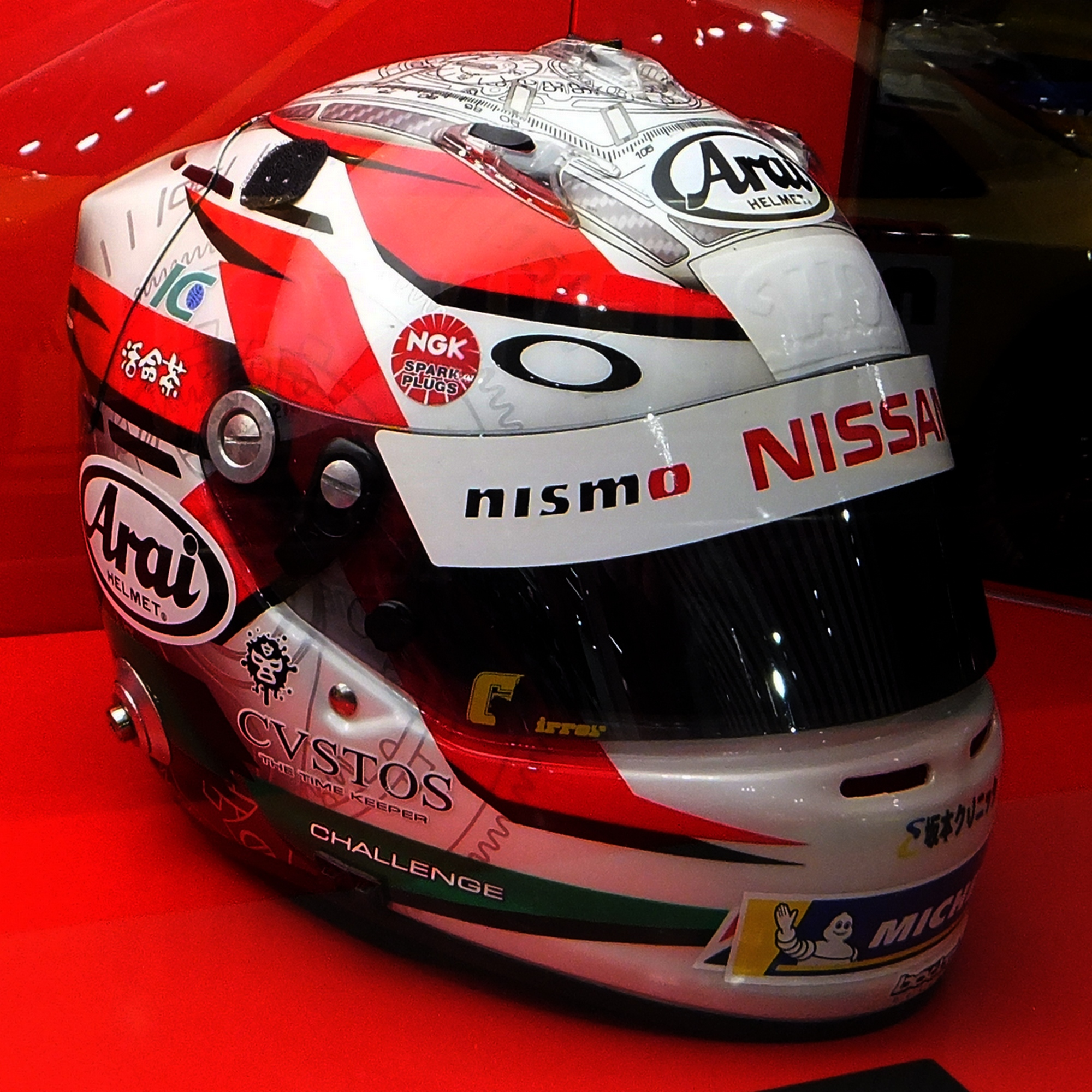
平手晃平のレーシングヘルメット

2020年と2021年もNDDP RACINGより参戦。新たなパートナーに千代勝正とコンビを組み、SUPER GTに参戦。
2022年はKONDO Racingへ移籍。新たなパートナーに佐々木大樹とコンビを組み、SUPER GTに参戦。
2024年は新規参入チームのHELM MOTORSPORTSからGT300クラスに移行して参戦。
2025年は佐々木大樹のGT500復帰に伴い、KONDO Racingに再加入して、SUPER GTに参戦する。その傍らで、日産・Z NISMO GT4の開発テストドライバーを務めている。

## 人物
- 身長: 171cm
- 体重: 63kg
- 血液型: Rh+O型
- 趣味: 音楽鑑賞・テニス・ゲーム（機動戦士ガンダム、電脳戦機バーチャロン、SWDCなど[2]）
- 出身校: 愛知県立小牧工科高等学校環境科学科
- 愛車: トヨタ・アルテッツァ・レクサス・IS350・レクサス・LS460 F SPORT・レクサス・RX・日産・スカイライン・日産・スカイラインGT-R(BNR32)・日産・GT-R(R35)・日産・フェアレディZ(Z33/MT＆AT)・日産・マーチ 12SR・日産・エクストレイル
- 尊敬するドライバー: アイルトン・セナ

## レース戦績
- 1999年 - 全日本ジュニアカート選手権（初代シリーズチャンピオン）
- 2000年
  - 全日本カート選手権西地域ICAクラス（シリーズ3位・3勝）
  - CIK-FIAオセアニアチャンピオンシップ（オーストラリア・3位）
- 2001年
  - 全日本カート選手権西地域FAクラス（シリーズ5位）
  - フォーミュラ・トヨタ・レーシング・スクール（FTRS）受講
- 2002年 - フォーミュラ・トヨタ（シリーズ2位・4勝）
- 2003年
  - フォーミュラ・ルノー2000イタリア選手権（シリーズ8位・1勝）
  - フォーミュラ・ルノー2000（F3マルボロマスターズサポートレース3位）
- 2004年
  - フォーミュラ・ルノー2000イタリア選手権（シリーズ2位・6勝）
  - F3ユーロシリーズ（Prema PowerTeamから計2戦スポット参戦）
  - F3バーレーンGP（Prema PowerTeam）（20位）
- 2005年
  - F3ユーロシリーズ（Team Rosberg）（シリーズ12位・最高位3位）
  - F3マカオGP（15位）
- 2006年
  - F3ユーロシリーズ（Manor Motorsport）（シリーズ3位・1勝）
  - F3Ultimate Masters（Manor Motorsport）（決勝4位）
  - F3マカオGP（Manor Motorsport）（決勝27位）
- 2007年 - GP2シリーズ（Trident Racing #12／Dallara GP2/05 ）（シリーズ19位）
- 2008年
  - 全日本選手権フォーミュラ・ニッポン（TP Checker TEAM IMPUL #20／ローラB06/51 RV8J）（シリーズ4位・1勝）
  - SUPER GT・GT300クラス（apr #95 ライトニング マックイーン apr MR-S／TOYOTA MR-S ZZW30 2GR-FE）（シリーズ14位・1勝）
- 2009年
  - 全日本選手権フォーミュラ・ニッポン（ahead TEAM IMPUL #20／スウィフト017.n RV8K）（シリーズ5位）
  - SUPER GT・GT500クラス（LEXUS TEAM SARD #39 DUNLOP SARD SC430／LEXUS SC430 UZZ40 RV8KG）（シリーズ14位）
- 2010年
  - 全日本選手権フォーミュラ・ニッポン（Mobil1 TEAM IMPUL #20／スウィフト017.n RV8K）（シリーズ5位・1勝）
  - SUPER GT・GT500クラス（LEXUS TEAM SARD #39 DUNLOP SARD SC430／LEXUS SC430 UZZ40 RV8KG）（シリーズ12位）
- 2011年
  - 全日本選手権フォーミュラ・ニッポン（TEAM IMPUL #2／スウィフト017.n RV8K）（シリーズ8位）
  - SUPER GT・GT500クラス（LEXUS TEAM ZENT CERUMO #38 ZENT CERUMO SC430／LEXUS SC430 UZZ40 RV8KG）（シリーズ6位・1勝）
- 2012年
  - 全日本選手権フォーミュラ・ニッポン（Project μ/CERUMO・INGING #38／スウィフト017.n RV8K）（シリーズ9位）
  - SUPER GT・GT500クラス（LEXUS TEAM ZENT CERUMO #38 ZENT CERUMO SC430／LEXUS SC430 UZZ40 RV8KG）（シリーズ2位・2勝）
- 2013年
  - 全日本選手権スーパーフォーミュラ（Project μ/CERUMO・INGING #38／スウィフト017.n RV8K）（シリーズ9位）
  - SUPER GT・GT500クラス（LEXUS TEAM ZENT CERUMO #38 ZENT CERUMO SC430／LEXUS SC430 UZZ40 RV8KG）（シリーズチャンピオン・1勝）
- 2014年 - SUPER GT・GT500クラス（LEXUS TEAM ZENT CERUMO #1 ZENT CERUMO RC F／LEXUS RC F USC10 RI4AG）（シリーズ8位・1勝）
- 2015年
  - SUPER GT・GT500クラス（LEXUS TEAM SARD #39 DENSO KOBELCO SARD RC F／LEXUS RC F USC10 RI4AG）（シリーズ14位）
  - スーパー耐久・ST-3クラス（SARD Racing #39 SARD Racing RC350／LEXUS RC350 GSC10 2GR-FSE）
- 2016年
  - SUPER GT・GT500クラス（LEXUS TEAM SARD #39 DENSO KOBELCO SARD RC F／LEXUS RC F USC10 RI4AG）（シリーズチャンピオン・1勝）
  - インタープロトシリーズ（#19 Team Kurosawa／kuruma）
- 2017年 - SUPER GT・GT500クラス（LEXUS TEAM SARD #1 DENSO KOBELCO SARD LC500／LEXUS LC500 RI4AG）（シリーズ8位）
- 2018年
  - SUPER GT・GT300クラス（apr #31 TOYOTA PRIUS apr GT／TOYOTA PRIUS ZVW50 RV8K）（シリーズ3位）
  - インターコンチネンタルGTチャレンジ＜Rd.3 スポット参戦＞（ARN Racing #8／Ferrari 488 GT3 F154）（決勝16位）
- 2019年 - SUPER GT・GT500クラス（NDDP Racing with B-MAX #3 CRAFTSPORTS MOTUL GT-R／GT-R R35 NR20A）（シリーズ9位）
- 2020年 - SUPER GT・GT500クラス（NDDP Racing with B-MAX #3 CRAFTSPORTS MOTUL GT-R／GT-R R35 NR20B）（シリーズ13位）
- 2021年 - SUPER GT・GT500クラス（NDDP Racing with B-MAX #3 CRAFTSPORTS MOTUL GT-R／GT-R R35 NR4S21）（シリーズ10位）
- 2022年 - SUPER GT・GT500クラス（KONDO RACING #24 リアライズコーポレーション ADVAN Z／フェアレディZ RZ34 NR4S21）（シリーズ9位）

### フォーミュラ

#### フォーミュラ3・ユーロシリーズ
| 年     | エントラント             | シャシー          | エンジン        | 1         | 2         | 3        | 4        | 5       | 6       | 7         | 8         | 9         | 10        | 11        | 12        | 13      | 14       | 15        | 16        | 17       | 18      | 19       | 20       | DC   | ポイント |
| ------ | ------------------------ | ----------------- | --------------- | --------- | --------- | -------- | -------- | ------- | ------- | --------- | --------- | --------- | --------- | --------- | --------- | ------- | -------- | --------- | --------- | -------- | ------- | -------- | -------- | ---- | -------- |
| 2005年 | チーム・ロズベルグ       | ダラーラ F305/003 | スピネス-オペル | HOC1 1 12 | HOC1 2 11 | PAU 1 10 | PAU 2 16 | SPA 1 5 | SPA 2 4 | MON 1 16  | MON 2 Ret | OSC 1 Ret | OSC 2 9   | NOR 1 Ret | NOR 2 Ret | NÜR 1 3 | NÜR 2 7  | ZAN 1 Ret | ZAN 2 DSQ | LAU 1 17 | LAU 2 8 | HOC 1 12 | HOC 2 10 | 12位 | 18       |
| 2006年 | マノー・モータースポーツ | ダラーラ F305/001 | メルセデス      | HOC1 1    | HOC1 2 4  | LAU 1 18 | LAU 2 11 | OSC 1 4 | OSC 2   | BRH 1 DNS | BRH 2 17  | NOR 1 4   | NOR 2 Ret | NÜR 1 5   | NÜR 2 Ret | ZAN 1 3 | ZAN 2 13 | CAT 1 2   | CAT 2 4   | LMS 1 5  | LMS 2 3 | HOC 1 5  | HOC 2 7  | 3位  | 61       |

#### GP2
| 年     | チーム                   | 1          | 1           | 2          | 2          | 3          | 4           | 4          | 5          | 5           | 6         | 6         | 7          | 7          | 8           | 8           | 9           | 9          | 10          | 10         | 11          | 11         | 順位 | ポイント |
| ------ | ------------------------ | ---------- | ----------- | ---------- | ---------- | ---------- | ----------- | ---------- | ---------- | ----------- | --------- | --------- | ---------- | ---------- | ----------- | ----------- | ----------- | ---------- | ----------- | ---------- | ----------- | ---------- | ---- | -------- |
| 2007年 | トライデント・レーシング | BHR FEA 18 | BHR SPR Ret | ESP FEA 13 | ESP SPR 10 | MON FEA 12 | FRA FEA Ret | FRA SPR 11 | GBR FEA 18 | GBR SPR Ret | EUR FEA 5 | EUR SPR 2 | HUN FEA 11 | HUN SPR 10 | TUR FEA Ret | TUR SPR Ret | ITA FEA Ret | ITA SPR 10 | BEL FEA Ret | BEL SPR 13 | VAL FEA Ret | VAL SPR 16 | 19位 | 9        |

#### フォーミュラ・ニッポン/スーパーフォーミュラ
| 年     | チーム                   | 1       | 2       | 3       | 4      | 5      | 5      | 6        | 6        | 7      | 7        | 8     | 順位 | ポイント |
| ------ | ------------------------ | ------- | ------- | ------- | ------ | ------ | ------ | -------- | -------- | ------ | -------- | ----- | ---- | -------- |
| 2008年 | TP Checker TEAM IMPUL    | FSW Ret | SUZ 2   | TRM 6   | OKA 3  | SUZ1 5 | SUZ2 1 | TRM1 Ret | TRM2 DNS | FSW1   | FSW2     | SUG 5 | 4位  | 42       |
| 2009年 | ahead TEAM IMPUL         | FSW 3   | SUZ 4   | TRM Ret | FSW 5  | SUZ 5  | SUZ 5  | TRM 8    | TRM 8    | AUT 4  | AUT 4    | SUG 3 | 5位  | 32       |
| 2010年 | Mobil 1 TEAM IMPUL       | SUZ 4   | TRM 7   | FSW 1   | TRM 3  | SUG 12 | SUG 12 | AUT 8    | AUT 8    | SUZ1 9 | SUZ2 6   |       | 5位  | 25.5     |
| 2011年 | TEAM IMPUL               | SUZ 9   | AUT 8   | FSW 2   | TRM 5  | SUZ C  | SUZ C  | SUG 8    | SUG 8    | TRM1 7 | TRM2 Ret |       | 8位  | 15       |
| 2012年 | Project μ/CERUMO・INGING | SUZ 10  | TRM NC  | AUT 7   | FSW 7  | TRM 8  | TRM 8  | SUG 8    | SUG 8    | SUZ1 9 | SUZ2 5   |       | 9位  | 8        |
| 2013年 | P.MU/CERUMO・INGING      | SUZ 12  | AUT Ret | FSW 2   | TRM 15 | INJ C  | INJ C  | SUG Ret  | SUG Ret  | SUZ1 5 | SUZ2 7   |       | 9位  | 11       |

### SUPER GT
| 年     | チーム                 | 使用車両               | クラス | 1       | 2      | 3       | 4      | 5       | 6       | 7      | 8       | 9       | 順位 | ポイント |
| ------ | ---------------------- | ---------------------- | ------ | ------- | ------ | ------- | ------ | ------- | ------- | ------ | ------- | ------- | ---- | -------- |
| 2008年 | apr                    | トヨタ・MR-S           | GT300  | SUZ 13  | OKA 12 | FSW 1   | SEP 9  | SUG 6   | SUZ     | TRM    | AUT 9   | FSW Ret | 15位 | 33       |
| 2009年 | LEXUS TEAM SARD        | レクサス・SC430        | GT500  | OKA 15  | SUZ 10 | FSW 10  | SEP 13 | SUG 2   | SUZ 7   | FSW 11 | AUT 12  | TRM 5   | 14位 | 27       |
| 2010年 | LEXUS TEAM SARD        | レクサス・SC430        | GT500  | SUZ 5   | OKA 10 | FSW Ret | SEP 10 | SUG 10  | SUZ 8   | FSW C  | TEM 11  |         | 12位 | 12       |
| 2011年 | LEXUS TEAM ZENT CERUMO | レクサス・SC430        | GT500  | OKA 8   | FSW 5  | SEP 5   | SUG 11 | SUZ 14  | FSW 1   | AUT 3  | TRM 10  |         | 6位  | 47       |
| 2012年 | LEXUS TEAM ZENT CERUMO | レクサス・SC430        | GT500  | OKA 1   | FSW 8  | SEP 2   | SUG 5  | SUZ 8   | FSW 8   | AUT 7  | TRM 1   |         | 2位  | 74       |
| 2013年 | LEXUS TEAM ZENT CERUMO | レクサス・SC430        | GT500  | OKA 4   | FSW 2  | SEP 14  | SUG 11 | SUZ 11  | FSW 1   | AUT 2  | TRM 3   |         | 1位  | 69       |
| 2014年 | LEXUS TEAM ZENT CERUMO | レクサス・RC F         | GT500  | OKA 14  | FSW 2  | AUT 12  | SUG 1  | FSW 14  | SUZ 8   | CHA 11 | TRM 7   |         | 8位  | 43       |
| 2015年 | LEXUS TEAM SARD        | レクサス・RC F         | GT500  | OKA 5   | FSW 5  | CHA 7   | FSW 9  | SUZ 11  | SUG Ret | AUT 13 | TRM 6   |         | 13位 | 23       |
| 2016年 | LEXUS TEAM SARD        | レクサス・RC F         | GT500  | OKA 7   | FSW 2  | SUG 2   | FSW 8  | SUZ 8   | CHA 7   | TRM 2  | TRM 1   |         | 1位  | 82       |
| 2017年 | LEXUS TEAM SARD        | レクサス・LC500        | GT500  | OKA 3   | FSW 7  | AUT 14  | SUG 1  | FSW 10  | SUZ 13  | CHA 6  | TRM 8   |         | 8位  | 44       |
| 2018年 | apr                    | トヨタ・プリウス       | GT300  | OKA Ret | FSW 2  | SUZ 9   | CHA 2  | FSW 3   | SUG 25  | AUT 10 | TRM 2   |         | 3位  | 61       |
| 2019年 | NDDP RACING with B-MAX | 日産・GT-R NISMO GT500 | GT500  | OKA 4   | FSW 6  | SUZ 9   | CHA 6  | FSW 11  | AUT 11  | SUG 1  | TRM DNS |         | 9位  | 36       |
| 2020年 | NDDP RACING with B-MAX | 日産・GT-R NISMO GT500 | GT500  | FSW 7   | FSW 8  | SUZ 6   | TRM 7  | FSW Ret | SUZ 4   | TRM 15 | FSW 6   |         | 13位 | 29       |
| 2021年 | NDDP RACING with B-MAX | 日産・GT-R NISMO GT500 | GT500  | OKA 9   | FSW 5  | SUZ 2   | TRM 6  | SUG Ret | AUT 4   | TRM 14 | FSW 8   |         | 10位 | 39       |
| 2022年 | KONDO RACING           | 日産・Z GT500          | GT500  | OKA 14  | FSW 8  | SUZ 6   | FSW 3  | SUZ 10  | SUG 14  | AUT 3  | MOT Ret |         | 9位  | 30.5     |
| 2023年 | KONDO RACING           | 日産・Z GT500          | GT500  | OKA 14  | FSW 15 | SUZ 8   | FSW 10 | SUZ 13  | SUG 5   | AUT 12 | MOT 14  |         | 16位 | 11       |
| 2024年 | HELM MOTORSPORTS       | 日産・GT-R NISMO GT3   | GT300  | OKA 18  | FSW 10 | SUZ 11  | FSW 13 | SUZ 16  | SUG 13  | AUT 17 | MOT 17  |         | 20位 | 1        |
| 2025年 | KONDO RACING           | 日産・GT-R NISMO GT3   | GT300  | OKA 3   | FSW 7  | SEP 10  | FSW 11 | FSW 10  | SUZ     | SUG    | AUT     | MOT     | 5位* | 31*      |

## 出演
2008年に光生アルミニューム工業のラジオCMに出演した。CBCドラゴンズナイター内で放送された。
2008年もてぎで負傷した後、弟に誘われたゲームセンターで機動戦士ガンダム 戦場の絆にはまり、2017年の絆体感TV 機動戦士ガンダム 第07板倉小隊春特番にも出演した。
富士スピードウェイでは「チェカレンジャー」の一員「平チェカ」として活動しており、ミーティングやアマチュアレース「平チェカカップ」の開催をするなど、ファンとの交流・振興にも積極的に関わっている。